# 青野てる坊
青野 てる坊（あおの てるぼう）は、日本の漫画家。男性。福岡県出身。

## 作品リスト

### 連載
- デリバリーおじさん（原作：岡悠、集英社『少年ジャンプ+』2019年8月15日 - 9月26日） - 短期集中連載
- All Free!〜絶対!無差別級挑戦女子伝〜（双葉社『webアクション』2020年4月3日[1] - 2021年2月5日連載、全2巻）
  - All Free!! 無差別級挑戦女子 本伝（双葉社『webアクション』2021年5月10日[2] - 2022年8月12日連載、全3巻） - 『All Free!〜絶対!無差別級挑戦女子伝〜』の続編
- 東天の獅子（原作：夢枕獏『東天の獅子 天の巻・嘉納流柔術』、双葉社『週刊大衆』（2025年2月3日号 -） 2025年1月20日 - 連載中）

### 読み切り
- デリバリーおじさん（原作：岡悠） - 2017年5月期ブロンズルーキー賞受賞
- 「デリバリーおじさん」の作者がジャンプルーキー!イベントにデリバリーされた話。（集英社『少年ジャンプ+』2019年10月19日掲載） - ルポタージュ

### 書誌情報
「All Free!〜絶対!無差別級挑戦女子伝〜」「All Free!! 無差別級挑戦女子 本伝」については『All Free!〜絶対!無差別級挑戦女子伝〜#書誌情報』を参照。
- 『東天の獅子』（コミック） 双葉社〈アクションコミックス〉、既刊1巻
  1. 2025年6月12日発売[3]、ISBN 978-4-575-86091-7